# The Upsetters
A The Upsetters volt a Lee „Scratch” Perry jamaicai reggae-producer házi zenekara az 1960-as évektől kezdődően, maga Perry pedig a The Upsetter néven volt ismert – ezt a nevet állítólag Coxsone Dodd adta neki, még abban az időben, amikor ő volt a felelős Dodd jamaicai sound systemjeiért.
A zenekar tagjai Alva Lewis gitáros, Glen Adams orgonista, valamint a Barrett testvérek voltak (Aston - basszusgitár és Carlton Barrett - dob).

## Lemezek
- The Upsetter (1969)
- Return of Django (1969)
- Clint Eastwood (1970)
- Many Moods of the Upsetters (1970)
- Scratch the Upsetter Again (1970)
- The Good, the Bad and the Upsetters (1970)
- Eastwood Rides Again (1970)
- Africa's Blood (1972)
- Cloak and Dagger (1973)
- Rhythm Shower (1973)
- Upsetters 14 Dub Blackboard Jungle aka Blackboard Jungle Dub (1973)

## Külső hivatkozások
- The Upsetters az AllMusicon
- https://web.archive.org/web/20071029112715/http://www.roots-archives.com/artist/482
- http://www.upsetter.net/